# كأس الاتحاد 1976
كأس الاتحاد 1976 (بالإنجليزية: 1976 Federation Cup)‏ هو الموسم 14 من  كأس فيد. أقيم خلال الفترة 22 أغسطس 1976 وحتى 29 أغسطس 1976، وفاز فيه منتخب أستراليا لكأس فيد.